# Filmografia di Looney Tunes e Merrie Melodies (1950-1959)
Questo è un elenco di tutti i cortometraggi animati distribuiti dalla Warner Bros. sotto le insegne Looney Tunes e Merrie Melodies tra il 1950 e il 1959.
Un totale di 278 cortometraggi sono usciti nel corso degli anni '50.

## Film

### 1950 - 31 titoli
| Serie           | Titolo originale              | Titolo italiano                                | Registi         | Personaggi | Data di uscita    | Disponibilità in DVD                                                                                       | Note |
| --------------- | ----------------------------- | ---------------------------------------------- | --------------- | --- | ----------------- | --- | --- |
| Merrie Melodies | Home Tweet Home               | Casa dolce casa                                | Friz Freleng    | Gatto Silvestro, Titti, Ettore il Bulldog                                                                     | 14 gennaio 1950   | - Blu-ray - LTPC vol. 2, disc 1                                                                            | |
| Merrie Melodies | Hurdy Gurdy Hare              | Una vecchia pianola                            | Robert McKimson | Bugs Bunny | 21 gennaio 1950   | - DVD - LTGC vol. 4, disc 1                                                                                | |
| Looney Tunes    | Boobs in the Woods            | Porky Pig pittore                              | Robert McKimson | Porky Pig, Daffy Duck                                                                                         | 28 gennaio 1950   | - DVD - LTGC vol. 1, disc 2                                                                                | |
| Looney Tunes    | Mutiny On the Bunny           | La nave maledetta                              | Friz Freleng    | Bugs Bunny, Yosemite Sam                                                                                      | 2 febbraio 1950   | - DVD - Hare Extraordinaire                                                                                | |
| Looney Tunes    | The Lion’s Busy               | Auguri Di Buona Fine                           | Robert McKimson | Beaky L’Avvoltoio, Leo il leone                                                                               | 18 febbraio 1950  | - Blu-ray - LTPC vol. 2, disc 2                                                                            | |
| Looney Tunes    | The Scarlet Pumpernickel      | La maschera scarlatta - Il maritozzo scarlatto | Chuck Jones     | Daffy Duck, Taddeo, Henery il falchetto, Mamma Orsa dei Tre Orsetti, Melissa Duck, Porky Pig, Gatto Silvestro | 4 marzo 1950      | - DVD - LTGC vol. 1, disc 2 - Blu-ray - LTPC vol. 1, disc 1                                                | - Dispone di un numero maggiore di personaggi rispetto a qualsiasi altro cartone animato - Primo utilizzo col nome di Melissa Duck |
| Merrie Melodies | Homeless Hare                 | Un coniglio senza casa                         | Chuck Jones     | Bugs Bunny | 11 marzo 1950     | - DVD - LTGC vol. 3, disc 1 - DVD - La furia umana                                                         | |
| Merrie Melodies | Strife With Father            | L'uovo deludente                               | Robert McKimson | Beaky l'avvoltoio                                                                                             | 1º aprile 1950    | - DVD - La leggenda dell'arciere di fuoco - Blu-ray - LTPC vol. 2, disc 2                                  | |
| Merrie Melodies | The Hypo-Chondri-Cat          | Il gatto ipocondriaco                          | Chuck Jones     | Claude Cat, Hurbie e Bertie                                                                                   | 15 aprile 1950    | - DVD - LTGC vol. 1, disc 3 - DVD - Looney Tunes Mouse Chronicles: The Chuck Jones Collection              | |
| Looney Tunes    | Big House Bunny               | Lavori forzati                                 | Friz Freleng    | Bugs Bunny, Yosemite Sam                                                                                      | 22 aprile 1950    | - DVD - LTGC vol. 1, disc 1                                                                                | |
| Looney Tunes    | The Leghorn Blows at Midnight | Basta che sia una preda                        | Robert McKimson | Foghorn Leghorn, Henery il falchetto                                                                          | 6 maggio 1950     | | |
| Merrie Melodies | His Bitter Half               | Una dolce mogliettina                          | Friz Freleng    | Daffy Duck | 20 maggio 1950    | - DVD - The West Point Story                                                                               | |
| Merrie Melodies | An Egg Scramble               | Un uovo strapazzato                            | Robert McKimson | Porky Pig, Prissy                                                                                             | 20 maggio 1950    | - DVD - LTGC vol. 3, disc 3                                                                                | - Prima apparizione di Prissy |
| Looney Tunes    | What's Up Doc?                | Che succede amico?                             | Robert McKimson | Bugs Bunny, Taddeo                                                                                            | 17 giugno 1950    | - DVD - LTGC vol. 1, disc 1                                                                                | - Introduzione del brano della canzone: "Che succede amico?"                                                                       |
| Looney Tunes    | All Abir-r-rd                 | Compagni di viaggio                            | Friz Freleng    | Gatto Silvestro, Titti, Ettore il Bulldog                                                                     | 24 giugno 1950    | - DVD - LTGC vol. 2, disc 3 - DVD - LTSS Tweety & Sylvester: Feline Fwenzy                                 | |
| Looney Tunes    | 8 Ball Bunny                  | Il pinguino pattinatore                        | Chuck Jones     | Bugs Bunny, Playboy il pinguino                                                                               | 8 luglio 1950     | - DVD - LTGC vol. 4, disc 1 - Blu-ray - LTPC vol. 1, disc 1                                                | |
| Looney Tunes    | It's Hummer Time              | È primavera                                    | Chuck Jones     | Claude Cat, Beaky l'avvoltoio                                                                                 | 22 luglio 1950    | - DVD - LTGC vol. 6, disc 4                                                                                | |
| Merrie Melodies | Golden Yeggs                  | Le uova d'oro                                  | Friz Freleng    | Daffy Duck, Porky Pig, Rocky                                                                                  | 5 agosto 1950     | - DVD - LTGC vol. 1, disc 2                                                                                | - Prima apparizione di Rocky & Mugsy.                                                                                              |
| Merrie Melodies | Hillybilly Hare               | Quadriglia Campestre                           | Robert McKimson | Bugs Bunny | 12 agosto 1950    | - DVD - LTGC vol. 3, disc 1 - Blu-ray - LTPC vol. 3, disc 1                                                | |
| Merrie Melodies | Dog Gone South                | Un cane opportunista                           | Chuck Jones     | Charlie Dog, Claude Cat                                                                                       | 26 agosto 1950    | - DVD - LTGC vol. 6, disc 1 - Blu-ray - LTPC vol. 3, disc 1                                                | |
| Looney Tunes    | The Ducksters                 | Concorso a premi                               | Chuck Jones     | Daffy Duck, Porky Pig                                                                                         | 2 settembre 1950  | - DVD - LTGC vol. 1, disc 2                                                                                | |
| Merrie Melodies | A Fractured Leghorn           | Il pescatore taciturno                         | Robert McKimson | Foghorn | 16 settembre 1950 | | |
| Merrie Melodies | Bunker Hill Bunny             | I due nemici                                   | Friz Freleng    | Bugs Bunny, Yosemite Sam                                                                                      | 23 settembre 1950 | - DVD - LTGC vol. 1, disc 4                                                                                | |
| Merrie Melodies | Canary Row                    | Scherzi da canarino                            | Friz Freleng    | Gatto Silvestro, Titti, Granny                                                                                | 7 ottobre 1950    | - DVD - LTGC vol. 1, disc 4 - DVD - LTSS Tweety & Sylvester: Feline Fwenzy - Blu-ray - LTPC vol. 3, disc 2 | - Prima apparizione di Granny |
| Merrie Melodies | Stooge For a Mouse            | Gatti, cani e topolini, Il Topo astuto         | Friz Freleng    | Gatto Silvestro, Ettore il Bulldog                                                                            | 21 ottobre 1950   | - (Laserdisc - Sylvester and Tweety's Bad Ol' Putty Tat Blues)                                             | |
| Looney Tunes    | Pop 'im Pop!                  | Pop 'im Pop!                                   | Robert McKimson | Hippety Hopper, Gatto Silvestro, Silvestrino                                                                  | 28 ottobre 1950   | - DVD - LTSS Sylvester and Hippety Hopper: Marsupial Mayhem                                                | - Prima apparizione di Silvestrino                                                                                                 |
| Looney Tunes    | Bushy Hare                    | Il marsupio di salvataggio                     | Robert McKimson | Bugs Bunny, Hippety Hopper                                                                                    | 11 novembre 1950  | - DVD - LTSS Bugs Bunny: Hare Extraordinaire                                                               | - Unico cartone animato della coppia Bugs Bunny & Hippety Hopper                                                                   |
| Looney Tunes    | Caveman Inki                  | Inki il cavernicolo                            | Arthur Davis    | Inki | 25 novembre 1950  | | |
| Merrie Melodies | Dog Collared                  | Chi trova un amico…                            | Robert McKimson | Porky Pig, Charlie Dog                                                                                        | 2 dicembre 1950   | - DVD - LTSS Porky & Friends: Hilarious Ham                                                                | |
| Looney Tunes    | Rabbit of Seville             | Il coniglio di Siviglia                        | Chuck Jones     | Bugs Bunny, Taddeo                                                                                            | 16 dicembre 1950  | - DVD - LTGC vol. 1, disc 1 - Blu-ray - LTPC vol. 1, disc 1                                                | |
| Looney Tunes    | Two's a Crowd                 | Convivenza Difficile                           | Arthur Davis    | Claude Cat,Frisky Puppy                                                                                       | 30 dicembre 1950  | - DVD - Rocky Mountain                                                                                     | |

### 1951 - 29 titoli
La maggior parte delle vignette pubblicate quest'anno ha ricevuto anche riedizioni Blue Ribbon.
| Serie           | Titolo originale        | Titolo italiano                    | Registi          | Personaggi                                          | Data di uscita    | Disponibilità in DVD | Note                                                         |  |
| --------------- | ----------------------- | ---------------------------------- | ---------------- | --------------------------------------------------- | ----------------- | --- | ------------------------------------------------------------ |  |
| Merrie Melodies | Hare We Go              | Scoprendo l'America                | Robert McKimson  | Bugs Bunny                                          | 6 gennaio 1951    | - DVD - LTSS Bugs Bunny: Hare Extraordinaire                                                                            |                                                              |  |
| Merrie Melodies | A Fox in a Fix          | Una volpe sfortunata               | Robert McKimson  | Ettore il Bulldog                                   | 20 gennaio 1951   | - (VHS: Looney Tunes The Collectors Edition: Volume 15 - A Battle of Wits)                                              |                                                              |  |
| Looney Tunes    | Canned Feud             | Cibo in scatola                    | Friz Freleng     | Gatto Silvestro                                     | 3 febbraio 1951   | - DVD - LTGC vol. 1, disc 4 - Blu-ray - LTPC vol. 2, disc 1                                                             |                                                              |  |
| Looney Tunes    | Rabbit Every Monday     | Festa a sorpresa                   | Friz Freleng     | Bugs Bunny, Yosemite Sam                            | 10 febbraio 1951  | - (Laserdisc - Hare Beyond Compare: 14 More Bugs Bunny Classics)                                                        |                                                              |  |
| Looney Tunes    | Putty Tat Trouble       | Un povero micio micio              | Friz Freleng     | Gatto Silvestro, Titti                              | 24 febbraio 1951  | - DVD - LTGC vol. 1, disc 4 - DVD - Tweety & Sylvester: Feline Fwenzy                                                   |                                                              |  |
| Merrie Melodies | Corn Plastered          | Corvo Tenace                       | Robert McKimson  |                                                     | 3 marzo 1951      | - DVD - LTSS Porky & Friends: Hilarious Ham                                                                             |                                                              |  |
| Merrie Melodies | Bunny Hugged            | Sfida al campione                  | Chuck Jones      | Bugs Bunny, The Crusher                             | 10 marzo 1951     | - DVD - LTGC vol. 2, disc 1 - Blu-ray - LTPC vol. 3, disc 1                                                             |                                                              |  |
| Merrie Melodies | Scent-imental Romeo     | Sentimental Romeo                  | Chuck Jones      | Pepé Le Pew, Penelope Pussycat                      | 24 marzo 1951     | - DVD - LTSS Pepe Le Pew: Zee Best of Zee Best - Blu-ray - LTPC vol. 2, disc 1                                          |                                                              |  |
| Looney Tunes    | A Bone For a Bone       | Osso per osso                      | Friz Freleng     | Goofy Gophers                                       | 10 aprile 1951    | |                                                              |  |
| Looney Tunes    | The Fair-Haired Hare    | La proprietà in comune             | Friz Freleng     | Bugs Bunny, Yosemite Sam                            | 14 aprile 1951    | - (Laserdisc: Winner By A Hare)                                                                                         |                                                              |  |
| Merrie Melodies | A Hound For Trouble     | Alla ricerca di un padrone         | Chuck Jones      | Charlie Dog                                         | 28 aprile 1951    | - DVD - Vecchia America                                                                                                 |                                                              |  |
| Merrie Melodies | Little Red Rodent Hood  | Cappuccetto Rosso e lupo Silvestro | Friz Freleng     | Gatto Silvestro, Ettore il Bulldog                  | 5 maggio 1951     | - DVD - LTGC vol. 5, disc 2 - Blu-ray - LTPC vol. 2, disc 1 - Laserdisc - Wince Upon a Time - DVD - LTSC vol. 5, disc 2 |                                                              |  |
| Merrie Melodies | Early to Bet            | La febbre del gioco                | Robert McKimson  | Ettore il Bulldog                                   | 12 maggio 1951    | - DVD - LTGC vol. 1, disc 4                                                                                             |                                                              |  |
| Looney Tunes    | Rabbit Fire             | Il coniglio focoso                 | Chuck Jones      | Bugs Bunny, Daffy Duck, Taddeo                      | 19 maggio 1951    | - DVD - LTGC vol. 1, disc 2 - Blu-ray - LTPC vol. 2, disc 2                                                             | - Primo cartone animato della coppia Bugs Bunny e Daffy Duck |  |
| Merrie Melodies | Room and Bird           | Un albergo tranquillo              | Friz Freleng     | Gatto Silvestro, Titti, Ettore il Bulldog, Granny   | 2 giugno 1951     | - DVD - LTGC vol. 2, disc 3 - DVD - LTSS Tweety & Sylvester: Feline Fwenzy                                              | - Primo cartone animato, orchestrato da Eugene Poddany       |  |
| Merrie Melodies | Chow Hound              | Un appetito insaziabile            | Chuck Jones      | Bertie                                              | 16 giugno 1951    | - DVD - LTGC vol. 6, disc 4 - Blu-ray - LTPC vol. 1, disc 2                                                             |                                                              |  |
| Merrie Melodies | French Rarebit          | Coniglio all'Antoine               | Robert McKimson  | Bugs Bunny                                          | 30 giugno 1951    | - DVD - LTGC vol. 2, disc 1                                                                                             |                                                              |  |
| Looney Tunes    | The Wearing of the Grin | Le verdi scarpette d'Irlanda       | Chuck Jones      | Porky Pig                                           | 14 luglio 1951    | - DVD - LTGC vol. 1, disc 2                                                                                             |                                                              |  |
| Merrie Melodies | Leghorn Swoggled        | Piccolo furbacchione               | Robert McKimson  | Foghorn, Henery Hawk                                | 28 luglio 1951    | - (VHS - Foghorn Leghorn's Fractured Funnies)                                                                           |                                                              |  |
| Looney Tunes    | His Hare-Raising Tale   | Racconti fantastici                | Friz Freleng     | Bugs Bunny, Clyde Rabbit                            | 11 agosto 1951    | - DVD - Bugs Bunny's Easter Funnies (special feature)                                                                   | - Prima apparizione di Clyde                                 |  |
| Merrie Melodies | Cheese Chasers          | Nausea da formaggio                | Chuck Jones      | Claude Cat, Hubie & Bertie, Marc Antony & Pussyfoot | 25 agosto 1951    | - DVD - LTGC vol. 2, disc 2 - DVD - Looney Tunes Mouse Chronicles: The Chuck Jones Collection                           | - Prima apparizione di Marc Anthony & Pussyfoot              |  |
| Looney Tunes    | Lovelorn Leghorn        | Marito cercasi                     | Robert McKimson  | Foghorn Leghorn, Miss Prissy                        | 9 settembre 1951  | - DVD - I'll See You in My Dreams - Blu-ray - LTPC vol. 1, disc 1                                                       |                                                              |  |
| Merrie Melodies | Tweety's S.O.S.         | L'S.O.S. di Titti                  | Friz Freleng     | Gatto Silvestro, Titti, Granny                      | 22 settembre 1951 | - DVD - LTGC vol. 1, disc 4 - DVD - LTSS Tweety & Sylvester: Feline Fwenzy                                              |                                                              |  |
| Merrie Melodies | Ballot Box Bunny        | Campagna elettorale                | Friz Freleng     | Bugs Bunny, Yosemite Sam                            | 6 ottobre 1951    | - DVD - LTGC vol. 1, disc 1                                                                                             |                                                              |  |
| Looney Tunes    | A Bear For Punishment   | La festa di papà orso              | Charles M. Jones | I Tre Orsi                                          | 20 ottobre 1951   | - DVD - LTGC vol. 2, disc 2 - Blu-ray - LTPC vol. 3, disc 1                                                             |                                                              |  |
| Merrie Melodies | Sleepy-Time Possum      | Il letargo dell’Opossum            | Robert McKimson  |                                                     | 3 novembre 1951   | - DVD - LTGC vol. 6, disc 4 (special feature)                                                                           |                                                              |  |
| Merrie Melodies | Drip-Along Daffy        | Daffy sceriffo                     | Chuck Jones      | Daffy Duck, Porky Pig, Nasty Canasta                | 17 novembre 1951  | - DVD - LTGC vol. 1, disc 2 - Blu-ray - LTPC vol. 2, disc 2                                                             | - Prima apparizione di Nasty Canasta                         |  |
| Merrie Melodies | Big Top Bunny           | Bunny il più grande                | Robert McKimson  | Bugs Bunny                                          | 1º dicembre 1951  | - DVD - LTGC vol. 1, disc 1                                                                                             |                                                              |  |
| Looney Tunes    | Tweet, Tweet, Tweety    | È proibita la caccia               | Friz Freleng     | Gatto Silvestro, Titti                              | 15 dicembre 1951  | - DVD - LTGC vol. 2, disc 3 - DVD - LTSS Tweety & Sylvester: Feline Fwenzy                                              |                                                              |  |
| Looney Tunes    | The Prize Pest          | Quando la fifa si fa blu           | Robert McKimson  | Daffy Duck, Porky Pig                               | 22 dicembre 1951  | - DVD - LTSS Daffy Duck: Frustrated Fowl                                                                                |                                                              |  |

### 1952 - 30 titoli
| Serie           | Titolo originale        | Titolo italiano               | Registi          | Personaggi                                            | Data di uscita                             | Disponibilità in DVD                                                                                       | Note |
| --------------- | ----------------------- | ----------------------------- | ---------------- | ----------------------------------------------------- | ------------------------------------------ | --- | --- |
| Looney Tunes    | Who's Kitten Who?       | La sfida                      | Robert McKimson  | Hippety Hopper, Gatto Silvestro, Silvestrino          | 5 gennaio 1952                             | - DVD - LTSS Sylvester and Hippety Hopper: Marsupial Mayhem                                                | |
| Looney Tunes    | Operation: Rabbit       | Operazione coniglio           | Chuck Jones      | Bugs Bunny, Wile E. Coyote                            | 19 gennaio 1952                            | - DVD - LTGC vol. 4, disc 1 - Blu-ray - LTPC vol. 3, disc 1                                                | - Primo cartone animato della coppia Bugs Bunny e Wile E. Coyote. - In questo primo cartone animato in cui Wile E. Coyote ha un ruolo parlante. |
| Merrie Melodies | Feed The Kitty          | Un Micio Per Amico            | Chuck Jones      | Marcantonio,Pussyfoot                                 | 2 febbraio 1952                            | - DVD - LTGC vol. 1, disc 3 - Blu-ray - LTPC vol. 1, disc 2                                                | - Prima Apparizione di Marcantonio e Pussyfoot                                                                                                  |
| Looney Tunes    | Gift Wrapped            | Scambio di regali             | Friz Freleng     | Gatto Silvestro, Titti, Granny, Ettore il Bulldog     | 16 febbraio 1952                           | - DVD - LTGC vol. 2, disc 3 - DVD - LTSS Tweety & Sylvester: Feline Fwenzy - Blu-ray - LTPC vol. 2, disc 1 | |
| Merrie Melodies | Foxy By Proxy           | Bugs la volpe                 | Friz Freleng     | Bugs Bunny                                            | 23 febbraio 1952                           | - DVD - LTSS Bugs Bunny: Hare Extraordinaire                                                               | |
| Looney Tunes    | Thumb Fun               | Il pollice dell'autostoppista | Robert McKimson  | Daffy Duck, Porky Pig                                 | 3 marzo 1952                               | - DVD - LTSS Porky & Friends: Hilarious Ham                                                                | |
| Looney Tunes    | 14 Carrot Rabbit        | Corsa all'oro                 | Friz Freleng     | Bugs Bunny, Yosemite Sam                              | 15 marzo 1952                              | - DVD - LTGC vol. 5, disc 1                                                                                | |
| Merrie Melodies | Little Beau Pepe        | Il bel Pepé                   | Chuck Jones      | Pepé Le Pew, Penelope Pussycat                        | 29 marzo 1952                              | - DVD - LTSS Pepe Le Pew: Zee Best of Zee Best                                                             | |
| Merrie Melodies | Kiddin’ The Kitten      | Come Sanno Di Sale Le Sardine | Robert McKimson  | Dodsworth                                             | 5 aprile 1952                              | - DVD - LTGC vol. 4, disc 4                                                                                | - Prima Apparizione Di Dodsworth |
| Looney Tunes    | Water, Water Every Hare | Incubo acquatico              | Charles M. Jones | Bugs Bunny, Gossamer                                  | 19 aprile 1952 - DVD - LTGC vol. 1, disc 1 | - Clip utilizzate in Daffy Duck's Quackbusters - Agenzia acchiappafantasmi                                 | |
| Looney Tunes    | Sock-a-Doodle-Do        | Il pugile suonato             | Robert McKimson  | Foghorn                                               | 10 maggio 1952                             | | |
| Merrie Melodies | Beep, Beep!             | Beep, Beep!                   | Phil Monroe      | Wile E. Coyote, The Road Runner                       | 24 maggio 1952                             | - DVD - LTGC vol. 2, disc 2 - Blu-ray - LTPC vol. 1, disc 1                                                | - Primo layout di Maurice Noble |
| Looney Tunes    | The Hasty Hare          | Il coniglio volante           | Chuck Jones      | Bugs Bunny, Marvin il Marziano                        | 7 giugno 1952                              | - DVD - The Hasty Heart - Blu-ray - LTPC vol. 1, disc 2                                                    | |
| Looney Tunes    | Ain't She Tweet         | Quel grazioso canarino        | Friz Freleng     | Gatto Silvestro, Titti, Granny, Ettore il Bulldog     | 21 giugno 1952                             | - DVD - LTGC vol. 2, disc 3 - DVD - LTSS Tweety & Sylvester: Feline Fwenzy                                 | |
| Merrie Melodies | The Turn-Tale Wolf      | Il Lupo Perde La Coda Ma....  | Robert McKimson  | Il Lupo Cattivo                                       | 28 giugno 1952                             | - DVD - LTGC vol. 5, disc 2                                                                                | |
| Merrie Melodies | Cracked Quack           | Il Papero Imbalsamato         | Robert McKimson  | Daffy Duck,Porky Pig                                  | 5 luglio 1952                              | - (Laserdisc - Duck Victory: Daffy Duck's Screen Classics)                                                 | |
| Merrie Melodies | Oily Hare               | Una lupa improduttiva         | Robert McKimson  | Bugs Bunny                                            | 26 luglio 1952                             | - DVD - LTGC vol. 5, disc 1                                                                                | |
| Looney Tunes    | Hoppy Go Lucky          | Il baby canguro               | Robert McKimson  | Hippety Hopper, Gatto Silvestro                       | 9 agosto 1952                              | - DVD - LTSS Sylvester and Hippety Hopper: Marsupial Mayhem                                                | |
| Merrie Melodies | Going! Going! Gosh!     | Forza, andiamo!               | Chuck Jones      | Wile E. Coyote, The Road Runner                       | 23 agosto 1952                             | - DVD - LTGC vol. 2, disc 2 - Blu-ray - LTPC vol. 2, disc 1                                                | |
| Looney Tunes    | A Bird in a Guilty Cage | Silvestro ai grandi magazzini | Friz Freleng     | Gatto Silvestro, Titti                                | 30 agosto 1952                             | - DVD - LTGC vol. 2, disc 3                                                                                | |
| Looney Tunes    | Mouse Warming           | La vendetta del topo          | Chuck Jones      | Claude Cat, Ettore il Bulldog                         | 8 settembre 1952                           | - Blu-ray and DVD - Looney Tunes Mouse Chronicles: The Chuck Jones Collection                              | |
| Merrie Melodies | Rabbit Seasoning        | Caccia al coniglio            | Chuck Jones      | Bugs Bunny, Daffy Duck, Taddeo                        | 20 settembre 1952                          | - DVD - LTGC vol. 1, disc 1 - Blu-ray - LTPC vol. 2, disc 2                                                | |
| Merrie Melodies | The Egg-Cited Rooster   | Un pellerossa mangiapolli     | Robert McKimson  | Foghorn Leghorn, Henery Hawk                          | 10 ottobre 1952                            | - (VHS: Looney Tunes Video Show vol. 7)                                                                    | |
| Merrie Melodies | Tree For Two            | Botte piccola, vino buono     | Friz Freleng     | Spike il Bulldog, Chester il Terrier, Gatto Silvestro | 18 ottobre 1952                            | - (Laserdisc: Sylvester & Tweety's Bad Ol' Putty Tat Blues) - Blu-ray - LTPC vol. 3, disc 2                | - 2 apparizioni di cartoni animati per Spike & Chester                                                                                          |
| Looney Tunes    | The Super Snooper       | Detective Story               | Robert McKimson  | Daffy Duck                                            | 1º novembre 1952                           | - DVD - LTGC vol. 5, disc 1                                                                                | |
| Merrie Melodies | Rabbit's Kin            | Un coniglietto solo soletto   | Robert McKimson  | Bugs Bunny, Pete il Puma                              | 15 novembre 1952                           | - DVD - LTGC vol. 1, disc 1                                                                                | |
| Merrie Melodies | Terrier Stricken        | Un bagnetto al cane           | Chuck Jones      | Claude Cat, Frisky Puppy                              | 29 novembre 1952                           | - DVD - April in Paris                                                                                     | |
| Looney Tunes    | Fool Coverage           | L'assicuratore                | Robert McKimson  | Daffy Duck, Porky Pig                                 | 13 dicembre 1952                           | - DVD - LTSS Porky & Friends: Hilarious Ham                                                                | |
| Looney Tunes    | Hare Lift               | L'aereo gigante               | Friz Freleng     | Bugs Bunny, Yosemite Sam                              | 20 dicembre 1952                           | - (Laserdisc - Hare Beyond Compare: 14 More Bugs Bunny Classics)                                           | |

### 1953 - 31 titoli
| Serie           | Titolo originale                     | Titolo italiano                     | Registi         | Personaggi                                                              | Data di uscita    | Disponibilità in DVD                                                       | Note |  |
| --------------- | ------------------------------------ | ----------------------------------- | --------------- | ----------------------------------------------------------------------- | ----------------- | -------------------------------------------------------------------------- | --- |  |
| Looney Tunes    | Don't Give Up the Sheep              | Occhio alle pecore                  | Chuck Jones     | Ralph il lupo, Sam il cane da pastore                                   | 3 gennaio 1953    | - DVD - LTGC vol. 1, disc 3                                                | - Prima apparizione di Ralph il lupo, Sam il cane da pastore                                                 |  |
| Looney Tunes    | Snow Business                        | Il gatto delle nevi                 | Friz Freleng    | Gatto Silvestro, Titti, Granny                                          | 17 gennaio 1953   | - DVD - LTGC vol. 2, disc 3 - DVD - LTSS Tweety & Sylvester: Feline Fwenzy | |  |
| Merrie Melodies | A Mouse Divided                      | Fagotto a sorpresa                  | Robert McKimson | Gatto Silvestro, Penelope Pussycat, Drunken Stork                       | 31 gennaio 1953   |                                                                            | - Clip utilizzato nel 1983 nel lungometraggio: Daffy Duck e l'isola fantastica                               |  |
| Looney Tunes    | Forward March Hare                   | Un coniglio progressista            | Chuck Jones     | Bugs Bunny                                                              | 4 febbraio 1953   | - DVD - LTGC vol. 4, disc 1                                                | |  |
| Looney Tunes    | Kiss Me Cat                          | L'importanza di chiamarsi gatto     | Chuck Jones     | Marc Antony and Pussyfoot                                               | 21 febbraio 1953  | - DVD - LTGC vol. 4, disc 4 - Blu-ray - LTPC vol. 1, disc 2                | |  |
| Merrie Melodies | Duck Amuck                           | Pennelli, rabbia e fantasia         | Chuck Jones     | Daffy Duck                                                              | 28 febbraio 1953  | - DVD - LTGC vol. 1, disc 2 - Blu-ray - LTPC vol. 1, disc 1                | - Cameo di Bugs Bunny alla fine - Primo cartone animato da Abe Levitow                                       |  |
| Merrie Melodies | Upswept Hare                         | Trasloco contro voglia              | Robert McKimson | Bugs Bunny, Taddeo                                                      | 14 marzo 1953     | - (VHS - Elmer Fudd's School Of Hard Knocks)                               | |  |
| Looney Tunes    | O’Peck O’ Trouble                    | La Colazione Perduta                | Robert McKimson | Dodsworth                                                               | 28 marzo 1953     | - DVD - LTGC vol. 4, disc 4                                                | - Ultima Apparizione di Dodsworth                                                                            |  |
| Merrie Melodies | Fowl Weather                         | Una gita nel pollaio                | Friz Freleng    | Gatto Silvestro, Titti, Granny, Ettore il Bulldog                       | 4 aprile 1953     | - (VHS - Looney Tunes Presents - Tweety - Tweet & Lovely)                  | |  |
| Merrie Melodies | Muscle Tussle                        | Potenza muscolare                   | Robert McKimson | Daffy Duck, Melissa Duck                                                | 18 aprile 1953    | - DVD - Trouble Along the Way                                              | |  |
| Looney Tunes    | Southern Fried Rabbit                | Il coniglio sudista                 | Friz Freleng    | Bugs Bunny, Yosemite Sam                                                | 2 maggio 1953     | - DVD - LTGC vol. 4, disc 1                                                | |  |
| Looney Tunes    | Ant Pasted                           | La guerra delle formiche            | Friz Freleng    | Taddeo                                                                  | 9 maggio 1953     | - DVD - LTSS Porky & Friends: Hilarious Ham                                | |  |
| Merrie Melodies | Much Ado About Nutting               | Chi si Accontenta Gode              | Chuck Jones     |                                                                         | 23 maggio 1953    | - DVD - LTGC vol. 6, disc 4                                                | |  |
| Looney Tunes    | There Auto Be A Law                  | L’Uomo e l’Automobile               | Robert McKimson |                                                                         | 6 giugno 1953     |                                                                            | |  |
| Merrie Melodies | Hare Trimmed                         | L'ereditiera                        | Friz Freleng    | Bugs Bunny, Granny, Yosemite Sam                                        | 20 giugno 1953    | - DVD - LTSS Bugs Bunny: Hare Extraordinaire                               | |  |
| Merrie Melodies | Tom-Tom Tomcat                       | Per un pugno di piume               | Friz Freleng    | Gatto Silvestro, Titti                                                  | 27 giugno 1953    |                                                                            | |  |
| Looney Tunes    | Wild Over You                        | Pazzo di te                         | Chuck Jones     | Pepé Le Pew                                                             | 7 luglio 1953     | - DVD - LTSS Pepe Le Pew: Zee Best of Zee Best                             | |  |
| Merrie Melodies | Duck Dodgers in the 24 1/2th Century | L'eroe del XXIV secolo e mezzo      | Chuck Jones     | Daffy Duck (nella parte di Duck Dodgers), Marvin il Marziano, Porky Pig | 25 luglio 1953    | - DVD - LTGC vol. 1, disc 2 - Blu-ray - LTPC vol. 1, disc 2                | |  |
| Looney Tunes    | Bully For Bugs                       | Attenti al toro                     | Chuck Jones     | Bugs Bunny, El Toro                                                     | 8 agosto 1953     | - DVD - LTGC vol. 1, disc 1 - Blu-ray - LTPC vol. 3, disc 1                | - Prima apparizione de El Toro.                                                                              |  |
| Looney Tunes    | Plop Goes the Weasel                 | Una donnola nel pollaio             | Robert McKimson | Foghorn Leghorn, Barnyard Dawg, Weasel                                  | 22 agosto 1953    |                                                                            | |  |
| Merrie Melodies | Cat-Tails For Two                    | La nave messicana                   | Robert McKimson | Prototipo-Speedy                                                        | 29 agosto 1953    | - DVD - LTGC vol. 4, disc 3                                                | - Prima apparizione del prototipo Speedy Gonzales                                                            |  |
| Looney Tunes    | A Street Cat Named Sylvester         | Un gatto randagio di nome Silvestro | Friz Freleng    | Gatto Silvestro, Titti, Granny, Ettore il Bulldog                       | 5 settembre 1953  | - (VHS - Sylvester & Tweety's Tale Feathers)                               | |  |
| Merrie Melodies | Zipping Along                        | Provaci ancora, Willy!              | Chuck Jones     | Wile E. Coyote, The Road Runner                                         | 19 settembre 1953 | - DVD - LTGC vol. 2, disc 2 - Blu-ray - LTPC vol. 2, disc 1                | |  |
| Looney Tunes    | Lumber Jack-Rabbit                   | Il gigante della montagna           | Chuck Jones     | Bugs Bunny, Charlie Dog, Taddeo                                         | 26 settembre 1953 | - DVD - LTSS Bugs Bunny: Hare Extraordinaire                               | - Primo cartone animato della Warner Bros. prodotto in 3-D, e l'unico cartoon fino al 2010 di Coyote Falls . |  |
| Merrie Melodies | Duck! Rabbit! Duck!                  | Papere e conigli                    | Chuck Jones     | Bugs Bunny, Daffy Duck, Taddeo                                          | 10 ottobre 1953   | - DVD - LTGC vol. 3, disc 1 - Blu-ray - LTPC vol. 2, disc 2                | |  |
| Looney Tunes    | Easy Peckins                         | Astuto più di una volpe             | Robert McKimson |                                                                         | 17 ottobre 1953   |                                                                            | |  |
| Merrie Melodies | Catty Cornered                       | Titti in gabbia                     | Friz Freleng    | Gatto Silvestro, Titti, Rocky & Mugsy                                   | 31 ottobre 1953   | - DVD - I Love Tweety Vol. 1                                               | |  |
| Looney Tunes    | Of Rice and Hen                      | La gallina sul tetto che scotta     | Robert McKimson | Foghorn Leghorn, Miss Prissy, Barnyard Dawg                             | 14 novembre 1953  |                                                                            | |  |
| Merrie Melodies | Cats A-Weigh                         | Silvestro cacciatore di topi        | Robert McKimson | Gatto Silvestro, Silvestrino, Hippety Hopper                            | 28 novembre 1953  | - DVD - LTSS Sylvester and Hippety Hopper: Marsupial Mayhem                | |  |
| Looney Tunes    | Robot Rabbit                         | L'acchiappaconigli                  | Chuck Jones     | Bugs Bunny, Taddeo                                                      | 12 dicembre 1953  | - (Laserdisc - Hare Beyond Compare: 14 More Bugs Bunny Classics)           | |  |
| Looney Tunes    | Punch Trunk                          | Un Elefante In Città                | Chuck Jones     |                                                                         | 19 dicembre 1953  | - DVD - LTGC vol. 6, disc 4 (special feature)                              | |  |

### 1954 - 29 titoli
| Serie           | Titolo originale       | Titolo italiano              | Registi         | Personaggi                                            | Data di uscita    | Disponibilità in DVD                                                           | Note                                                                                 |
| --------------- | ---------------------- | ---------------------------- | --------------- | ----------------------------------------------------- | ----------------- | ------------------------------------------------------------------------------ | ------------------------------------------------------------------------------------ |
| Looney Tunes    | Dog Pounded            | Colazione perduta            | Robert McKimson | Titti, Silvestro, Pepe La Puzzola (cameo)             | 2 gennaio 1954    | - DVD - LTSS Pepe Le Pew: Zee Best of Zee Best - Blu-ray - LTPC vol. 3, disc 2 | - Unica apparizione di Pepe La Puzzola in un cartone di Titti e Silvestro            |
| Merrie Melodies | Captain Hareblower     | Capitan Hareblower           | Friz Freleng    | Bugs Bunny, Yosemite Sam                              | 16 gennaio 1954   | - DVD - Captain Horatio Hornblower R.N.                                        |                                                                                      |
| Merrie Melodies | I Gopher You           | Furto di carote              | Friz Freleng    | Goofy Gophers                                         | 30 gennaio 1954   | - DVD - His Majesty O'Keefe                                                    | Primo cartone animato composto da Milt Franklyn                                      |
| Looney Tunes    | Feline Frame-Up        | Come incastrare un felino    | Chuck Jones     | Claude Cat, Marc Anthony & Pussyfoot                  | 13 febbraio 1954  | - Blu-ray - LTPC vol. 1, disc 2                                                |                                                                                      |
| Merrie Melodies | Wild Wife              | Moglie nullafacente          | Robert McKimson |                                                       | 20 febbraio 1954  | - DVD - LTGC vol. 6, disc 4                                                    |                                                                                      |
| Merrie Melodies | No Barking             | Per Piacere Non Abbaiate     | Chuck Jones     | Claude Cat,Frisky Puppy,Titti                         | 27 febbraio 1954  | - DVD - LTGC vol. 3, disc 4                                                    | - Unica apparizione di Titti in un cartone di Chuck Jones                            |
| Looney Tunes    | Bugs and Thugs         | Bugs e i banditi             | Friz Freleng    | Bugs Bunny, Rocky & Mugsy                             | 13 marzo 1954     | - DVD - LTGC vol. 1, disc 4 - Blu-ray - LTPC vol. 3, disc 1                    | - Prima apparizione col nome di Mugsy                                                |
| Looney Tunes    | The Cat's Bah          | La gattsbah                  | Chuck Jones     | Pepè Le Pew, Penelope Pussycat                        | 20 marzo 1954     | - DVD - LTSS Pepe Le Pew: Zee Best of Zee Best                                 |                                                                                      |
| Looney Tunes    | Design For Leaving     | Arredamento moderno          | Robert McKimson | Daffy Duck, Taddeo                                    | 27 marzo 1954     | - DVD - LTSS Daffy Duck: Frustrated Fowl                                       | - Titolo iniziale: "Future Antics"                                                   |
| Merrie Melodies | Bell Hoppy             | Il club dei miagolanti       | Robert McKimson | Hippety Hopper, Gatto Silvestro                       | 17 aprile 1954    | - DVD - LTSS Sylvester and Hippety Hopper: Marsupial Mayhem                    |                                                                                      |
| Looney Tunes    | No Parking Hare        | La casa è un immobile        | Robert McKimson | Bugs Bunny                                            | 1º maggio 1954    |                                                                                |                                                                                      |
| Looney Tunes    | Dr. Jerkyl's Hide      | Il massacratore e Dr. Hyde   | Friz Freleng    | Spike il Bulldog, Chester il Terrier, Gatto Silvestro | 8 maggio 1954     | - (VHS - Sylvester & Tweety's Tale Feathers)                                   | - Ultima apparizione di Spike & Chester                                              |
| Merrie Melodies | Claws For Alarm        | Un posticino tranquillo      | Chuck Jones     | Porky Pig, Gatto Silvestro                            | 22 maggio 1954    | - DVD - LTGC vol. 3, disc 3                                                    |                                                                                      |
| Looney Tunes    | Little Boy Boo         | Foghorn Cerca Moglie         | Robert McKimson | Foghorn Leghorn, Miss Prissy, Egghead Jr.             | 5 giugno 1954     | - DVD - LTSS Foghorn Leghorn & Friends: Barnyard Bigmouth                      | - Prima apparizione di Egghead Jr.                                                   |
| Looney Tunes    | Devil May Hare         | Il diavolo indemoniato       | Robert McKimson | Bugs Bunny, Taz                                       | 19 giugno 1954    | - DVD - LTGC vol. 1, disc 4 - Blu-ray - LTPC vol. 1, disc 2                    | - Prima apparizione di Taz                                                           |
| Merrie Melodies | Muzzle Tough           | A muso duro                  | Friz Freleng    | Gatto Silvestro, Titti, Ettore il Bulldog, Granny     | 26 giugno 1954    | - DVD - I Love Tweety Vol. 1                                                   |                                                                                      |
| Merrie Melodies | The Oily American      | L'ultimo dei mohicani        | Robert McKimson |                                                       | 10 luglio 1954    | - DVD - LTGC vol. 6, disc 4                                                    |                                                                                      |
| Looney Tunes    | Bewitched Bunny        | La polvere magica            | Chuck Jones     | Bugs Bunny, Witch Hazel                               | 24 luglio 1954    | - DVD - LTGC vol. 5, disc 2 - Blu-ray - LTPC vol. 1, disc 2                    | - Prima apparizione di Witch Hazel                                                   |
| Looney Tunes    | Satan's Waitin'        | L'inferno non può attendere  | Friz Freleng    | Gatto Silvestro, Titti, Ettore il Bulldog             | 7 agosto 1954     | - DVD - LTGC vol. 6, disc 1 - Blu-ray - LTPC vol. 3, disc 2                    |                                                                                      |
| Merrie Melodies | Stop, Look, and Hasten | Vieni, guarda e vinci        | Chuck Jones     | Wile E. Coyote, The Road Runner                       | 14 agosto 1954    | - DVD - LTGC vol. 2, disc 2                                                    |                                                                                      |
| Looney Tunes    | Yankee Doodle Bugs     | La nascita degli Stati Uniti | Friz Freleng    | Bugs Bunny, Clyde Rabbit                              | 28 agosto 1954    | - DVD - Yankee Doodle Dandy                                                    |                                                                                      |
| Looney Tunes    | Gone Batty             | Bobo battitore d'eccezione   | Robert McKimson | Bobo l'elefantino                                     | 4 settembre 1954  | - DVD - LTSS Porky & Friends: Hilarious Ham                                    | - Titolo iniziale: "Trunkful of Curves"                                              |
| Merrie Melodies | Goo Goo Goliath        | Scherzi da cicogna           | Robert McKimson | Drunked Stork                                         | 18 settembre 1954 | - DVD - LTGC vol. 6, disc 4                                                    | - Titolo iniziale: "Stork Clubbed" - Primo animazione di Ted Bonnicksen              |
| Looney Tunes    | By Word of Mouse       | Viaggio in America           | Chuck Jones     | Gatto Silvestro                                       | 2 ottobre 1954    | - DVD - LTGC vol. 6, disc 2                                                    |                                                                                      |
| Looney Tunes    | From A to Z-z-z-z      | Dalla A alla Z-z-z-z         | Chuck Jones     | Ralph Phillips                                        | 16 ottobre 1954   | - Blu-ray - LTPC vol. 1, disc 2                                                | - 2 cartone animato di Ralph Phillips - Unico cartoon Blue Ribbon per Ralph Phillips |
| Merrie Melodies | Quack Shot             | L'anatra e il barracuda      | Robert McKimson | Daffy Duck, Taddeo                                    | 30 ottobre 1954   |                                                                                |                                                                                      |
| Merrie Melodies | My Little Duckaroo     | Il vendicatore mascherato    | Chuck Jones     | Daffy Duck, Porky Pig, Nasty Canasta                  | 27 novembre 1954  | - DVD - LTGC vol. 6, disc 1 - Blu-ray - LTPC vol. 2, disc 2                    | Ultimo cartone animato della WB del musicista Carl Stalling                          |
| Merrie Melodies | Sheep Ahoy             | Turni di lavoro              | Chuck Jones     | Ralph il lupo, Sam il cane da pastore                 | 11 dicembre 1954  | - (VHS: Looney Tunes The Collectors Edition: Vol 10 - Canine Corps)            | - Wile E. Coyote cameo alla fine come il lupo.                                       |
| Merrie Melodies | Baby Buggy Bunny       | Il rapinatore bambino        | Chuck Jones     | Bugs Bunny                                            | 18 dicembre 1954  | - DVD - LTGC vol. 2, disc 1                                                    |                                                                                      |

### 1955 - 31 titoli
| Serie           | Titolo originale      | Titolo italiano                             | Registi         | Personaggi                                             | Data di uscita    | Disponibilità in DVD                                                                                          | Note |
| --------------- | --------------------- | ------------------------------------------- | --------------- | ------------------------------------------------------ | ----------------- | --- | --- |
| Merrie Melodies | Pizzicato Pussycat    | Il complesso TopCat                         | Keith Darling   |                                                        | 1º gennaio 1955   | - DVD - LTGC vol. 4, disc 4                                                                                   | Il nuovo tema musicale Merrie Melodies che inizia con questa vignetta.                                                                        |
| Merrie Melodies | Feather Dusted        | Piuma uccellina                             | Robert McKimson | Foghorn Leghorn, Egghead, Jr., Miss Prissy             | 15 gennaio 1955   | | |
| Merrie Melodies | Pests For Guests      | Una provvista abbondante                    | Friz Freleng    | Taddeo, Goofy Gophers                                  | 29 gennaio 1955   | | |
| Merrie Melodies | Beanstalk Bunny       | Il pieno d'oro                              | Chuck Jones     | Bugs Bunny, Daffy Duck, Taddeo                         | 12 febbraio 1955  | | |
| Looney Tunes    | All Fowled Up         | Caccia al pollo                             | Robert McKimson | Foghorn Leghorn, Henery Hawk, Barnyard Dawg, Pete Puma | 19 febbraio 1955  | - DVD - LTSS Foghorn Leghorn & Friends: Barnyard Bigmouth                                                     | - Unico cartone animato della coppia di Foghorn Leghorn e Pete Puma. - Il nuovo tema musicale dei Looney Tunes che inizia con questa vignetta |
| Looney Tunes    | Lumber Jerks          | Per un pugno di segatura in più             | Friz Freleng    | Goofy Gophers                                          | 20 febbraio 1955  | - DVD - LTGC vol. 1, disc 4                                                                                   | |
| Merrie Melodies | Stork Naked           | Arriva la cicogna                           | Robert McKimson | Daffy Duck, Drunked Stork                              | 26 febbraio 1955  | - DVD - LTSS Daffy Duck: Frustrated Fowl                                                                      | |
| Merrie Melodies | Lighthouse Mouse      | Un gatto, un topo, un faro                  | Robert McKimson | Gatto Silvestro, Hippety Hopper                        | 12 marzo 1955     | - DVD - LTSS Sylvester and Hippety Hopper: Marsupial Mayhem                                                   | |
| Looney Tunes    | Sahara Hare           | Deserto ma non troppo - Predone del deserto | Friz Freleng    | Bugs Bunny, Yosemite Sam                               | 26 marzo 1955     | - DVD - LTGC vol. 4, disc 1                                                                                   | - Cameo di Daffy Duck alla fine - Primo film in cui il regista è accreditato come Friz Freleng invece di Isadore Freleng o I. Freleng         |
| Looney Tunes    | Sandy Claws           | Attenti al cane                             | Friz Freleng    | Gatto Silvestro, Titti, Granny                         | 2 aprile 1955     | - DVD - Academy Awards Animation Collection - Blu-ray - LTPC vol. 3, disc 2                                   | |
| Looney Tunes    | The Hole Idea         | Il genio del buco                           | Robert McKimson |                                                        | 16 aprile 1955    | - DVD - LTGC vol. 6, disc 4                                                                                   | - Ultimo cartone della WB animato da Emery Hawkins                                                                                            |
| Looney Tunes    | Ready, Set, Zoom!     | Pronti, attenti, via!                       | Chuck Jones     | Wile E. Coyote, The Road Runner                        | 30 aprile 1955    | - DVD - LTGC vol. 2, disc 2                                                                                   | |
| Merrie Melodies | Hare Brush            | Spazzola per conigli                        | Robert McKimson | Bugs Bunny, Taddeo                                     | 7 maggio 1955     | - (VHS - Elmer Fudd's Comedy Capers)                                                                          | |
| Merrie Melodies | Past Perfumance       | Giulieo e Rometta                           | Chuck Jones     | Pepè Le Pew, Penelope Pussycat                         | 21 maggio 1955    | - DVD - Bugs Bunny's Cupid Capers - DVD - LTSS Pepe Le Pew: Zee Best of Zee Best                              | - A causa di un errore di ridoppiaggio, viene tradotto Amore sulla neve, appartenente al corto Two Scents Worth                               |
| Merrie Melodies | Tweety's Circus       | Il circo di Titti                           | Friz Freleng    | Gatto Silvestro, Titti                                 | 4 giugno 1955     | - DVD - I Love Tweety Vol. 1                                                                                  | |
| Looney Tunes    | Rabbit Rampage        | Non innervosite il coniglio                 | Ken Harris      | Bugs Bunny                                             | 11 giugno 1955    | - DVD - LTGC vol. 6, disc 1 (special feature)                                                                 | - Cameo di Taddeo alla fine |
| Merrie Melodies | This is a Life?       | È vita questa?                              | Friz Freleng    | Bugs Bunny, Daffy Duck, Taddeo, Yosemite Sam, Granny   | 9 luglio 1955     | - DVD - LTSS Daffy Duck: Frustrated Fowl                                                                      | |
| Looney Tunes    | Double or Mutton      | Giorno di lavoro                            | Chuck Jones     | Ralph il Lupo e Sam Canepastore                        | 23 luglio 1955    | - (VHS - The Looney Tunes Video Show #3)                                                                      | Primo film in cui il regista è accreditato come Chuck Jones al posto di Charles Jones o Charles M. Jones                                      |
| Merrie Melodies | Jumpin' Jupiter       | Silvestro, figlio di Giove                  | Chuck Jones     | Porky Pig, Gatto Silvestro                             | 6 agosto 1955     | - DVD - LTGC vol. 6, disc 1                                                                                   | |
| Merrie Melodies | A Kiddie's Kitty      | Susanna e il gatto                          | Friz Freleng    | Gatto Silvestro, Ettore il Bulldog                     | 20 agosto 1955    | | |
| Looney Tunes    | Hyde and Hare         | Bugs Bunny e Mr. Hyde                       | Friz Freleng    | Bugs Bunny                                             | 27 agosto 1955    | - DVD - LTGC vol. 2, disc 1                                                                                   | |
| Looney Tunes    | Dime to Retire        | Dieci centesimi per dormire                 | Robert McKimson | Daffy Duck, Porky Pig                                  | 3 settembre 1955  | - DVD - LTSS Daffy Duck: Frustrated Fowl                                                                      | |
| Merrie Melodies | Speedy Gonzales       | Più veloce di Gonzales                      | Friz Freleng    | Gatto Silvestro, Speedy Gonzales                       | 17 settembre 1955 | - DVD - LTGC vol. 1, disc 4 - Blu-ray - LTPC vol. 1, disc 1                                                   | - Primo abbinamento della coppia di Speedy Gonzales & Gatto Silvestro                                                                         |
| Merrie Melodies | Knight-Mare Hare      | Incubi da coniglio                          | Chuck Jones     | Bugs Bunny                                             | 1º ottobre 1955   | - DVD - LTGC vol. 4, disc 1                                                                                   | |
| Merrie Melodies | Two Scents Worth      | Amore sulla neve                            | Chuck Jones     | Pepè Le Pew, Penelope Pussycat                         | 15 ottobre 1955   | - DVD - LTSS Pepe Le Pew: Zee Best of Zee Best                                                                | - A causa di un errore di ridoppiaggio, viene tradotto Giulieo e Rometta, appartenente al corto Past Perfumance                               |
| Looney Tunes    | Red Riding Hoodwinked | Cappuccetto Rosso                           | Friz Freleng    | Gatto Silvestro, Titti, Granny                         | 29 ottobre 1955   | - DVD - LTGC vol. 5, disc 2                                                                                   | |
| Looney Tunes    | Roman Legion-Hare     | Un coniglio fra i leoni                     | Friz Freleng    | Bugs Bunny, Yosemite Sam                               | 12 novembre 1955  | - DVD - LTGC vol. 4, disc 1                                                                                   | |
| Looney Tunes    | Heir Conditioned      | L'erede condizionato                        | Friz Freleng    | Taddeo, Gatto Silvestro                                | 26 novembre 1955  | - DVD - LTGC vol. 6, disc 2                                                                                   | - Co-prodotta dalla Alfred P. Sloan Foundation - Cameo di Titti all'inizio                                                                    |
| Looney Tunes    | Guided Muscle         | Forza telecomandata                         | Chuck Jones     | Wile E. Coyote, The Road Runner                        | 10 dicembre 1955  | - DVD - LTGC vol. 2, disc 2 - Blu-ray - LTPC vol. 3, disc 2                                                   | |
| Merrie Melodies | Pappy's Puppy         | A tutto c'è un limite                       | Robert McKimson | Gatto Silvestro, Ettore il Bulldog, Drunked Stork      | 17 dicembre 1955  | | |
| Merrie Melodies | One Froggy Evening    | Solo per te io canto                        | Chuck Jones     | Michigan J. Frog                                       | 31 dicembre 1955  | - DVD - LTGC vol. 2, disc 4 - DVD - Bugs Bunny's 3rd Movie: 1001 Rabbit Tales - Blu-ray - LTPC vol. 1, disc 2 | - Prima apparizione di Michigan J. Frog |

### 1956 - 29 titoli
| Serie           | Titolo originale         | Titolo italiano                    | Registi         | Personaggi                                    | Data di uscita    | Disponibilità in DVD                                                        | Note                                                                      |
| --------------- | ------------------------ | ---------------------------------- | --------------- | --------------------------------------------- | ----------------- | --------------------------------------------------------------------------- | ------------------------------------------------------------------------- |
| Merrie Melodies | Bugs Bonnets             | Il coniglio scout                  | Keith Darling   | Bugs Bunny, Taddeo                            | 14 gennaio 1956   | - DVD - LTGC vol. 5, disc 1                                                 |                                                                           |
| Looney Tunes    | Too Hop to Handle        | Il piffero magico                  | Robert McKimson | Hippety Hopper, Gatto Silvestro, Silvestrino  | 14 gennaio 1956   | - DVD - LTSS Sylvester and Hippety Hopper: Marsupial Mayhem                 |                                                                           |
| Looney Tunes    | Weasel Stop              | Tanto va la donnola al pollo…      | Robert McKimson | Foghorn Leghorn, Weasel                       | 11 febbraio 1956  | - DVD - LTSS Foghorn Leghorn & Friends: Barnyard Bigmouth                   |                                                                           |
| Merrie Melodies | The High and the Flighty | La fine di un commesso viaggiatore | Robert McKimson | Daffy Duck, Foghorn Leghorn, Barnyard Dawg    | 18 febbraio 1956  | - Blu-ray - LTPC vol. 2, disc 1                                             | - Primo e unico cartone animato della coppia Daffy Duck e Foghorn Leghorn |
| Looney Tunes    | Broom-Stick Bunny        | Il coniglio nei guai               | Chuck Jones     | Bugs Bunny, Witch Hazel                       | 25 febbraio 1956  | - DVD - LTGC vol. 2, disc 1 - Blu-ray - LTPC vol. 1, disc 2                 |                                                                           |
| Merrie Melodies | Rocket Squad             | Squadra spaziale                   | Chuck Jones     | Daffy Duck, Porky Pig                         | 3 marzo 1956      | - DVD - LTGC vol. 3, disc 3                                                 |                                                                           |
| Looney Tunes    | Tweet and Sour           | Non c'è gloria per gli eroi        | Friz Freleng    | Gatto Silvestro, Titti, Granny                | 24 marzo 1956     | - (VHS - Sylvester & Tweety: Best Yeows of Our Lives)                       |                                                                           |
| Merrie Melodies | Heaven Scent             | Mandato dal cielo                  | Chuck Jones     | Pepé Le Pew, Penelope Pussycat                | 31 marzo 1956     | - DVD - LTGC vol. 6, disc 1 - DVD - LTSS Pepe Le Pew: Zee Best of Zee Best  |                                                                           |
| Looney Tunes    | Mixed Master             | Cane di razza                      | Robert McKimson |                                               | 14 aprile 1956    |                                                                             |                                                                           |
| Looney Tunes    | Rabbitson Crusoe         | Rabbitson Crusoe                   | Friz Freleng    | Bugs Bunny, Yosemite Sam                      | 28 aprile 1956    | - (Laserdisc - Wince Upon A Time: Foolhardy Fairy Tales and Looney Legends) |                                                                           |
| Looney Tunes    | Gee Whiz-z-z-z!          | A tutta birra                      | Chuck Jones     | Wile E. Coyote, The Road Runner               | 5 maggio 1956     | - DVD - LTGC vol. 2, disc 2                                                 |                                                                           |
| Merrie Melodies | Tree Cornered Tweety     | L'albero della salvezza            | Friz Freleng    | Gatto Silvestro, Titti                        | 19 maggio 1956    | - DVD - I Love Tweety Vol 2                                                 |                                                                           |
| Merrie Melodies | The Unexpected Pest      | Una storia a lieto fine            | Robert McKimson | Gatto Silvestro                               | 2 giugno 1956     | - DVD - LTGC vol. 4, disc 4                                                 |                                                                           |
| Merrie Melodies | Napoleon Bunny-Part      | Napoleone Bunnyparte               | Friz Freleng    | Bugs Bunny                                    | 16 giugno 1956    | - DVD - LTSS Bugs Bunny: Hare Extraordinaire                                |                                                                           |
| Merrie Melodies | Tugboat Granny           | Battello fluviale                  | Friz Freleng    | Gatto Silvestro, Tutti, Granny                | 23 giugno 1956    | - (VHS - Tweet & Lovely)                                                    |                                                                           |
| Looney Tunes    | Stupor Duck              | Stupor paper                       | Robert McKimson | Daffy Duck                                    | 17 luglio 1956    | - DVD - LTGC vol. 5, disc 1                                                 |                                                                           |
| Looney Tunes    | Barbary Coast Bunny      | Oro 18 carote                      | Chuck Jones     | Bugs Bunny, Nasty Canasta                     | 21 luglio 1956    | - DVD - LTGC vol. 4, disc 1 - Blu-ray - LTPC vol. 2, disc 2                 |                                                                           |
| Merrie Melodies | Rocket-Bye Baby          | La ninna nanna del marziano        | Chuck Jones     |                                               | 8 agosto 1956     | - DVD - LTGC vol. 6, disc 4 - Blu-ray - LTPC vol. 2, disc 2                 |                                                                           |
| Merrie Melodies | Half Fare Hare           | Clandestini in treno               | Robert McKimson | Bugs Bunny                                    | 18 agosto 1956    |                                                                             |                                                                           |
| Looney Tunes    | Raw! Raw! Rooster        | L'ospite indesiderato              | Robert McKimson | Foghorn Leghorn                               | 25 agosto 1956    | - DVD - LTGC vol. 6, disc 1                                                 |                                                                           |
| Merrie Melodies | The Slap-Hoppy Mouse     | Il topo salterino                  | Robert McKimson | Gatto Silvestro, Silvestrino, Hippety Hoppety | 1º settembre 1956 | - DVD - LTSS Sylvester and Hippety Hopper: Marsupial Mayhem                 |                                                                           |
| Looney Tunes    | A Star is Bored          | È caduta una stella                | Friz Freleng    | Bugs Bunny, Daffy Duck, Taddeo, Yosemite Sam  | 15 settembre 1956 | - DVD - LTGC vol. 5, disc 1                                                 | - Utilizza riprese da Rabbit Fire, Sandy Claws e Hare Lift.               |
| Looney Tunes    | Deduce You Say           | Lo Squartatore Selvaggio           | Chuck Jones     | Daffy Duck, Porky Pig                         | 29 settembre 1956 | - DVD - LTGC vol. 1, disc 2 - Blu-ray - LTPC vol. 2, disc 1                 |                                                                           |
| Merrie Melodies | Yankee Dood It           | Il mondo degli affari              | Friz Freleng    | Taddeo, Gatto Silvestro                       | 13 ottobre 1956   | - DVD - LTGC vol. 6, disc 2                                                 | - Co-prodotto da Alfred P. Sloan Foundation                               |
| Merrie Melodies | Wideo Wabbit             | Video coniglio                     | Robert McKimson | Bugs Bunny, Taddeo                            | 27 ottobre 1956   | - DVD - LTGC vol. 3, disc 2                                                 |                                                                           |
| Looney Tunes    | There They Go-Go-Go!     | Eccoli là!                         | Chuck Jones     | Wile E. Coyote, The Road Runner               | 10 novembre 1956  | - DVD - LTGC vol. 2, disc 2                                                 |                                                                           |
| Merrie Melodies | Two Crows From Tacos     | I corvi di Tacos                   | Friz Freleng    |                                               | 24 novembre 1956  | - DVD - LTSS Foghorn Leghorn & Friends: Barnyard Bigmouth                   |                                                                           |
| Looney Tunes    | The Honey-Mousers        | Due cuori e una dispensa           | Robert McKimson | The Honey-Mousers                             | 8 dicembre 1956   | - DVD - LTGC vol. 3, disc 2                                                 | - Prima apparizione di The Honey-Mousers                                  |
| Merrie Melodies | To Hare is Human         | Errare è umano                     | Chuck Jones     | Bugs Bunny, Wile E. Coyote                    | 12 dicembre 1956  | - DVD - LTGC vol. 4, disc 1                                                 |                                                                           |

### 1957 - 25 titoli
| Serie           | Titolo originale         | Titolo italiano                 | Registi         | Personaggi                                        | Data di uscita    | Disponibilità in DVD                                                                                       | Note |
| --------------- | ------------------------ | ------------------------------- | --------------- | ------------------------------------------------- | ----------------- | --- | --- |
| Looney Tunes    | The Three Little Bops    | L'orchestrale freddo            | Friz Freleng    |                                                   | 5 gennaio 1957    | - DVD - LTGC vol. 2, disc 4 - Blu-ray - LTPC vol. 1, disc 2                                                | - Primo dei 7 cartoni animati musicato da Shorty Rogers - Primo cartone animato ad essere effettuato agli studi della Burbank dopo essersi trasferito lo studio - Più tardi modificato in Looney, Looney, Looney Bugs Bunny Movie nel 1981 |
| Merrie Melodies | Tweet Zoo                | Silvestro e i coccodrilli       | Friz Freleng    | Gatto Silvestro                                   | 12 gennaio 1957   | - DVD - I Love Tweety Vol. 2                                                                               | |
| Looney Tunes    | Scrambled Aches          | Mi prenda chi può               | Chuck Jones     | Wile E. Coyote, The Road Runner                   | 26 gennaio 1957   | - DVD - LTGC vol. 2, disc 2                                                                                | |
| Merrie Melodies | Ali Baba Bunny           | Chiuditi sesamo                 | Chuck Jones     | Bugs Bunny, Daffy Duck                            | 9 febbraio 1957   | - DVD - LTGC vol. 5, disc 1 - Blu-ray - LTPC vol. 2, disc 1                                                | - Più tardi modificato in Super Bunny in orbita! nel 1979 e Le 1001 favole di Bugs Bunny nel 1982 |
| Looney Tunes    | Go Fly a Kit             | L'aviogatto                     | Chuck Jones     | Marc Antony, Pussyfoot                            | 23 febbraio 1957  | - DVD - LTGC vol. 4, disc 4                                                                                | - Unico cartone animato di ritrarre Marc Antony come antagonista di Pussyfoot |
| Merrie Melodies | Tweety and the Beanstalk | Silvestro nel paese dei giganti | Friz Freleng    | Gatto Silvestro, Titti, Ettore il Bulldog         | 16 marzo 1957     | - DVD - LTGC vol. 5, disc 2 - DVD - LTSS Tweety & Sylvester: Feline Fwenzy                                 | - Unico cartone animato era sfondo di Vera Ohman |
| Merrie Melodies | Bedevilled Rabbit        | Il coniglio goloso              | Robert McKimson | Bugs Bunny, Taz                                   | 13 aprile 1957    | - DVD - LTSS Bugs Bunny: Hare Extraordinaire - Blu-ray - LTPC vol. 1, disc 2                               | |
| Merrie Melodies | Boyhood Daze             | Ralph alla riscossa             | Chuck Jones     | Ralph Philips                                     | 20 aprile 1957    | - DVD - LTGC vol. 6, disc 1 (edizione speciale) - Blu-ray - LTPC vol. 1, disc 2                            | - Seconda E Ultima Apparizione Di Ralph Philips |
| Looney Tunes    | Cheese it- the Cat!      | Operazione formaggio            | Robert McKimson | The Honey-Mousers                                 | 4 maggio 1957     | - DVD - LTSS Foghorn Leghorn & Friends: Barnyard Bigmouth                                                  | |
| Merrie Melodies | Fox Terror               | Caccia alla volpe               | Robert McKimson | Foghorn Leghorn Barnyard Dawg                     | 11 maggio 1957    | - DVD - LTSS Foghorn Leghorn & Friends: Barnyard Bigmouth                                                  | |
| Looney Tunes    | Piker's Peak             | Il picco più alto               | Friz Freleng    | Bugs Bunny, Yosemite Sam                          | 25 maggio 1957    | | |
| Looney Tunes    | Steal Wool               | Ladri e guardie                 | Chuck Jones     | Ralph il lupo, Sam il cane da pastore             | 8 giugno 1957     | - DVD - LTGC vol. 3, disc 4 - Blu-ray - LTPC vol. 3, disc 1                                                | |
| Looney Tunes    | Boston Quackie           | Il papero di Boston             | Robert McKimson | Daffy Duck, Porky Pig                             | 22 giugno 1957    | | |
| Merrie Melodies | What's Opera, Doc?       | Cane all'opera                  | Chuck Jones     | Bugs Bunny, Taddeo                                | 6 luglio 1957     | - DVD - LTGC vol. 2, disc 4 - Blu-ray - LTPC vol. 1, disc 1                                                | - Il primo cortometraggio animato adottato dalla National Film Registry - Più tardi modificato in Super Bunny in orbita! nel 1979 |
| Looney Tunes    | Tabasco Road             | Arriba Gonzales!                | Robert McKimson | Speedy Gonzales                                   | 20 luglio 1957    | - DVD - LTGC vol. 4, disc 3 - Blu-ray - LTPC vol. 2, disc 1                                                | |
| Merrie Melodies | Birds Anonymous          | Silvestro il moralista          | Friz Freleng    | Gatto Silvestro, Titti                            | 10 agosto 1957    | - DVD - LTGC vol. 3, disc 4 - DVD - LTSS Tweety & Sylvester: Feline Fwenzy - Blu-ray - LTPC vol. 3, disc 2 | - Academy Award per il miglior corto Oggetto: Cartoons - Più tardi modificato in Looney, Looney, Looney Bugs Bunny Movie nel 1981 |
| Merrie Melodies | Ducking the Devil        | Diavolo di papero               | Robert McKimson | Daffy Duck, Taz                                   | 17 agosto 1957    | - DVD - LTSS Daffy Duck: Frustrated Fowl - Blu-ray - LTPC vol. 1, disc 2                                   | - Unico cartone animato della coppia Daffy Duck e Taz - Primo cartone animato musicato da John Seely |
| Looney Tunes    | Bugsy and Mugsy          | Giustizia è fatta               | Friz Freleng    | Bugs Bunny, Rocky e Mugsy                         | 31 agosto 1957    | | |
| Merrie Melodies | Zoom and Bored           | Vitto e alloggio                | Chuck Jones     | Wile E. Coyote, The Road Runner                   | 14 settembre 1957 | - DVD - LTGC vol. 2, disc 2                                                                                | |
| Looney Tunes    | Greedy For Tweety        | Goloso di Titti                 | Friz Freleng    | Gatto Silvestro, Titti, Granny, Ettore il Bulldog | 28 settembre 1957 | - DVD - I Love Tweety Vol. 1                                                                               | - Più tardi modificato in Daffy Duck e l'isola fantastica del 1983 |
| Merrie Melodies | Touche and Go            | Toccata e fuga                  | Chuck Jones     | Pepè Le Pew, Penelope Pussycat                    | 12 ottobre 1957   | - DVD - LTSS Pepe Le Pew: Zee Best of Zee Best                                                             | |
| Looney Tunes    | Show Biz Bugs            | Gelosia da primadonna           | Friz Freleng    | Bugs Bunny, Daffy Duck                            | 2 novembre 1957   | - DVD - LTGC vol. 2, disc 4 - DVD - The Essential Bugs Bunny - Blu-ray - LTPC vol. 1, disc 2               | - Più tardi ispirato le sequenze di inquadratura di I Bugs Bunny Show. - Più tardi modificato in Looney, Looney, Looney Bugs Bunny Movie nel 1981                                                                                          |
| Merrie Melodies | Mouse-Taken Identity     | Silvestro diventa mamma         | Robert McKimson | Gatto Silvestro, Silvestrino, Hippety Hopper      | 16 novembre 1957  | - Blu-ray and DVD - Looney Tunes Mouse Chronicles: The Chuck Jones Collection                              | |
| Looney Tunes    | Gonzales' Tamales        | Don Giovanni Gonzales           | Friz Freleng    | Gatto Silvestro, Speedy Gonzales                  | 30 novembre 1957  | - DVD - LTGC vol. 3, disc 4                                                                                | |
| Merrie Melodies | Rabbit Romeo             | Coniglio Romeo                  | Robert McKimson | Bugs Bunny, Taddeo                                | 14 dicembre 1957  | - DVD - LTGC vol. 4, disc 1                                                                                | |

### 1958 - 20 titoli
| Serie           | Titolo originale        | Titolo italiano                                 | Registi         | Personaggi                           | Data di uscita    | Disponibilità in DVD                                        | Note |
| --------------- | ----------------------- | ----------------------------------------------- | --------------- | ------------------------------------ | ----------------- | ----------------------------------------------------------- | --- |
| Merrie Melodies | Don't Axe Me            | La vendetta di Rover                            | Robert McKimson | Barnyard, Daffy Duck, Taddeo         | 4 gennaio 1958    |                                                             | |
| Looney Tunes    | Tortilla Flaps          | Il guastafeste punito                           | Robert McKimson | Speedy Gonzales                      | 18 gennaio 1958   | - DVD - LTGC vol. 4, disc 3                                 | |
| Merrie Melodies | Hare-Less Wolf          | Il lupo smemorato                               | Friz Freleng    | Bugs Bunny, Charles M. Wolf          | 1º febbraio 1958  |                                                             | - Unica apparizione di Charles M. Wolf. |
| Looney Tunes    | A Pizza Tweety Pie      | Venezia, la luna e Silvestro                    | Friz Freleng    | Gatto Silvestro, Titti, Granny       | 22 febbraio 1958  | - DVD - I Love Tweety Vol 3                                 | - Primi sfondi di Tom O'Loughlin - Questo cartone animato ambientato a Venezia                                                                             |
| Merrie Melodies | Robin Hood Daffy        | Le sventure di Robin Hood                       | Chuck Jones     | Daffy Duck, Porky Pig                | 8 marzo 1958      | - DVD - LTGC vol. 3, disc 3 - Blu-ray - LTPC vol. 1, disc 1 | - Più tardi modificato in Super Bunny in orbita! nel 1979                                                                                                  |
| Looney Tunes    | Hare-Way to the Stars   | Un coniglio fra le stelle                       | Chuck Jones     | Bugs Bunny, Marvin Il Marziano       | 29 marzo 1958     | - Blu-ray - LTPC vol. 1, disc 2                             | - Più tardi modificato in Super Bunny in orbita! nel 1979                                                                                                  |
| Merrie Melodies | Whoa Be-Gone!           | Addio, show!                                    | Abe Levitow     | Wile E. Coyote, The Road Runner      | 12 aprile 1958    | - DVD - LTGC vol. 2, disc 2                                 | |
| Looney Tunes    | A Waggily Tale          | Un sogno scodinzolante                          | Friz Freleng    | Marc Anthony, Pussyfoot, Charlie Dog | 26 aprile 1958    |                                                             | - Primo cartone animato ad essere prodotto da John W. Burton                                                                                               |
| Merrie Melodies | Feather Bluster         | I nipoti                                        | Robert McKimson | Foghorn Leghorn                      | 10 maggio 1958    |                                                             | - Primo cartone della WB animati da Tom Ray e Warren Batchelder. - Utilizza riprese da Henhouse Henery, La fine di un commesso viaggiatore e All Fowled Up |
| Looney Tunes    | Now Hare This           | Il Lupo Furbastro                               | Robert McKimson | Bugs Bunny,Lupo Cattivo              | 31 maggio 1958    |                                                             | |
| Merrie Melodies | To Itch His Own         | Il riposo del possente                          | Chuck Jones     | Mighty angelo                        | 28 giugno 1958    |                                                             | - Unica apparizione di Mighty Angelo |
| Looney Tunes    | Dog Tales               | Storie di cani                                  | Robert McKimson | Charlie Dog, Yosemite Sam            | 26 luglio 1958    |                                                             | - Yosemite Sam appare in un cameo tratto da Peak Piker |
| Looney Tunes    | Knighty Knight Bugs     | Riccardo, cuor di... Melone - Il cavaliere Bugs | Friz Freleng    | Bugs Bunny, Yosemite Sam             | 23 agosto 1958    | - DVD - LTGC vol. 4, disc 1 - Blu-ray - LTPC vol. 3, disc 1 | - Unico cartone animato di Bugs Bunny per vincere un Oscar. - Più tardi modificato in Looney, Looney, Looney Bugs Bunny Movie nel 1981                     |
| Merrie Melodies | Weasel While You Work   | Pupazzi di neve                                 | Robert McKimson | Foghorn Leghorn                      | 6 settembre 1958  | - DVD - LTSS Foghorn Leghorn & Friends: Barnyard Bigmouth   | |
| Merrie Melodies | A Bird in a Bonnet      | Un canarino nel cappellino                      | Friz Freleng    | Gatto Silvestro, Titti, Granny       | 27 settembre 1958 | - DVD - I Love Tweety Vol 3                                 | |
| Looney Tunes    | Hook, Line, and Stinker | Che cannonata!                                  | Chuck Jones     | Wile E. Coyote, The Road Runner      | 11 ottobre 1958   | - DVD - LTGC vol. 6, disc 1                                 | |
| Looney Tunes    | Pre-Hysterical Hare     | Un coniglio nella preistoria                    | Robert McKimson | Bugs Bunny, Taddeo                   | 1º novembre 1958  |                                                             | - L'unico cartone animato di Taddeo con Dave Barry |
| Looney Tunes    | Gopher Broke            | Un recupero difficile                           | Robert McKimson | Barnyard Dawg, Goofy Gophers         | 15 novembre 1958  | - DVD - LTSS Foghorn Leghorn & Friends: Barnyard Bigmouth   | |
| Merrie Melodies | Hip- Hip- Hurry!        | Hip hip, urrà!                                  | Chuck Jones     | Wile E. Coyote, The Road Runner      | 6 novembre 1958   | - (VHS - The Road Runner & Wile E. Coyote's Crash Course)   | |
| Merrie Melodies | Cat Feud                | Una Tenera Amicizia                             | Chuck Jones     | Marcantonio,Pussyfoot                | 20 dicembre 1958  | - DVD - LTGC vol. 4, disc 4                                 | - Ultimo Cartone Animato Della Coppia Marcantonio-Pussyfoot                                                                                                |

### 1959 - 23 titoli
| Serie           | Titolo originale          | Titolo italiano                    | Registi                  | Personaggi                                                | Data di uscita    | Disponibilità in DVD                                                                  | Note |
| --------------- | ------------------------- | ---------------------------------- | ------------------------ | --------------------------------------------------------- | ----------------- | ------------------------------------------------------------------------------------- | --- |
| Looney Tunes    | Baton Bunny               | Musica, maestro!                   | Chuck Jones, Abe Levitow | Bugs Bunny                                                | 10 gennaio 1959   | - DVD - LTGC vol. 1, disc 3 (restored)                                                | - Basato per Bugs Bunny's Overtures to Disaster. - Chuck Jones e Abe Levitow co-diretto il cartone animato.                                    |
| Looney Tunes    | Mouse-Placed Kitten       | Un'adozione difficile              | Robert McKimson          | Baby, Pepè Le Pew (Cameo)                                 | 24 gennaio 1959   | - DVD - LTSS Foghorn Leghorn & Friends: Barnyard Bigmouth                             | |
| Looney Tunes    | China Jones               | China Jones                        | Robert McKimson          | Daffy Duck, Porky Pig                                     | 14 febbraio 1959  | - (VHS - Porky Pig Tales)                                                             | |
| Merrie Melodies | Hare-Abian Nights         | Notti conigliarabe                 | Ken Harris               | Bugs Bunny, Yosemite Sam, Gossamer, El Toro               | 28 febbraio 1959  |                                                                                       | |
| Merrie Melodies | Trick or Tweet            | Un'amicizia sincera                | Friz Freleng             | Gatto Silvestro, Titti, Sam il Gatto                      | 21 marzo 1959     |                                                                                       | - Seguito nel 1960 Da Il Topo Della Discordia                                                                                                  |
| Merrie Melodies | The Mouse That Jack Built | Un sogno troppo realistico         | Robert McKimson          |                                                           | 4 aprile 1959     | - DVD - LTGC vol. 3, disc 2                                                           | |
| Merrie Melodies | Apes of Wrath             | La cicogna ubriaca                 | Robert McKimson          | Bugs Bunny, Daffy Duck (cameo), Drunked Stork, Grusome G. | 18 aprile 1959    | - DVD - LTSS Bugs Bunny: Hare Extraordinaire                                          | - Cameo di Daffy Duck alla fine. - Più tardi modificato in Le 1001 favole di Bugs Bunny nel 1982                                               |
| Looney Tunes    | Hot-Rod and Reel!         | Una foto esplosiva                 | Chuck Jones              | Wile E. Coyote, The Road Runner                           | 9 maggio 1959     |                                                                                       | |
| Looney Tunes    | A Mutt in a Rut           | Cane atterrito                     | Robert McKimson          | Taddeo                                                    | 23 maggio 1959    | - DVD - LTSS Foghorn Leghorn & Friends: Barnyard Bigmouth                             | |
| Merrie Melodies | Backwoods Bunny           | La poiana non sa contare           | Robert McKimson          | Bugs Bunny, Pappy Buzzard e Elvis Buzzard                 | 13 giugno 1959    | - (VHS: Looney Tunes Video Show vol. 4)                                               | - Prima apparizione di Pappy Buzzard e Elvis Buzzard.                                                                                          |
| Merrie Melodies | Really Scent              | Pepè a New Orleans                 | Abe Levitow              | Pepè Le Pew, Penelope Pussycat                            | 27 giugno 1959    | - DVD - LTSS Pepe Le Pew: Zee Best of Zee Best                                        | |
| Looney Tunes    | Mexicali Shmoes           | Due gatti contro Gonzales          | Friz Freleng             | Speedy Gonzales, Piedelento Rodriguez (cameo)             | 4 luglio 1959     | - DVD - LTGC vol. 4, disc 3 - Blu-ray - LTPC vol. 2, disc 1                           | - Academy Award per il miglior cortometraggio d'animazione nomination - Prima apparizione di Piedelento Rodriguez, alla fine come breve cameo. |
| Merrie Melodies | Tweet and Lovely          | Silvestro inventore                | Friz Freleng             | Gatto Silvestro, Titti, Ettore il Bulldog                 | 18 luglio 1959    | - DVD - I Love Tweety Vol 2                                                           | |
| Looney Tunes    | Wild and Woolly Hare      | Laggiù nel selvaggio West          | Friz Freleng             | Bugs Bunny, Yosemite Sam                                  | 1º agosto 1959    |                                                                                       | |
| Looney Tunes    | The Cat's Paw             | Aquila nana                        | Robert McKimson          | Gatto Silvestro, Silvestrino                              | 15 agosto 1959    | - DVD - LTSS Sylvester and Hippety Hopper: Marsupial Mayhem                           | |
| Looney Tunes    | Here Today, Gone Tamale   | È arrivato un carico di formaggio  | Friz Freleng             | Gatto Silvestro, Speedy Gonzales                          | 29 agosto 1959    | - DVD - LTGC vol. 4, disc 3                                                           | |
| Merrie Melodies | Bonanza Bunny             | Laggiù nel Klondike                | Robert McKimson          | Bugs Bunny, Blacque Jacque Shellacque                     | 5 settembre 1959  |                                                                                       | - Prima apparizione di Blacque Jacque Shellacque                                                                                               |
| Looney Tunes    | A Broken Leghorn          | Il gallo apprendista               | Robert McKimson          | Foghorn Leghorn, Miss Prissy                              | 26 settembre 1959 | - DVD - LTGC vol. 1, disc 4 - DVD - LTSS Foghorn Leghorn & Friends: Barnyard Bigmouth | |
| Merrie Melodies | Wild About Hurry          | Wile Coyote il testardo            | Chuck Jones              | Wile E. Coyote, The Road Runner                           | 10 ottobre 1959   | - (VHS - Looney Tunes the Collector's Edition: All-Stars)                             | |
| Looney Tunes    | A Witch's Tangled Hare    | Il coniglio tuttofare della strega | Abe Levitow              | Bugs Bunny, Witch Hazel                                   | 31 ottobre 1959   | - Blu-ray - LTPC vol. 1, disc 2                                                       | |
| Merrie Melodies | Unnatural History         | Scienze Innaturali                 | Abe Levitow              |                                                           | 14 novembre 1959  |                                                                                       | |
| Looney Tunes    | Tweet Dreams              | Sogni alati                        | Friz Freleng             | Gatto Silvestro, Titti                                    | 5 dicembre 1959   |                                                                                       | - Utilizza riprese tratti dai seguenti cartoons: To Hop to Handle, Sandy Claws, Tweety's Circus, A Street Cat Named Sylvester e Gift Wrapped.  |
| Merrie Melodies | People are Bunny          | Quiz a premi                       | Robert McKimson          | Bugs Bunny, Daffy Duck                                    | 19 dicembre 1959  | - DVD - LTSS Daffy Duck: Frustrated Fowl                                              | |